# Йерпа
Йерпа　(тиб. གཡེར་པ, вайли: g•yer pa, кит. трад. 葉巴, упр. 叶巴, пиньинь Yèbā, палл. Еба) — буддийский монастырь, расположен неподалёку от Лхасы (в восточном направлении), в Тибетском автономном районе Китая. Монастырь включает в себя храм и ряд древних пещер для медитации, что в общем используются для размещения около 300 монахов. Монастырь так же известен под названиями Браг Йерпа, Драк Йерпа, Друк Йерпа, Дагеба, Дэйеба или Трайерпа.

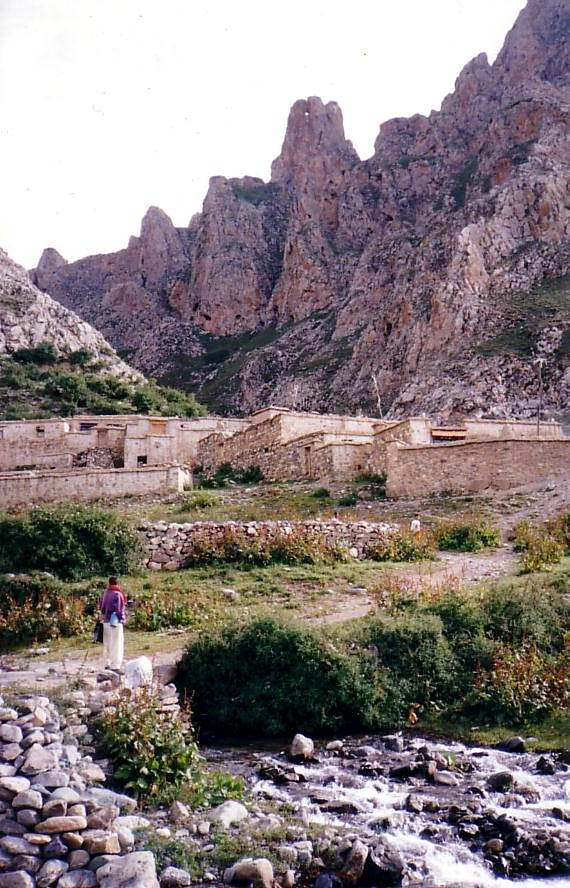
Монастырь Йерпа

## Местоположение
Монастырь Йерпа расположен примерно в 16 км к северо-востоку от Лхасы на северном берегу реки Лхаса. Оттуда, до знаменитых древних пещер для медитаций в живописных известняковых скалах в долине Йерпа нужно добираться ещё примерно 10 км. (тибетский: བྲག་ཡེར་པ་, Вайли: Brag Yer-pa)

## История
Ряд небольших святынь храмов и скал обозначены как одни из самых ранних известных мест медитаций в Тибете, некоторые из которых относятся к добуддийским временам. Среди прочих, наиболее известными из них являются те, которые традиционно связаны с Сонгцэном Гампо (604—650 н. э.), (тридцать третий царь династии Ярлунг и первый император единого Тибета).
Здесь та же в своё время медитировал и практиковал тантрическую йогу Падмасамбхава вместе со своей женой Еше Цогьял.
После этого Йерпа стал одним из трёх самых важных центров медитаций в центральном Тибете. Некоторые из учеников Гуру Ринпоче также утверждали, что им приходилось медитировать в этих местах. Известно, что в XI веке в монастыре был ремонт.
Предание гласит, что после того, как родился единственный сын Сонгцена Гампо, вблизи монастыря, у скалистой горы, напоминающей образ Святой Тары, была построена ступа.
Знаменитый легендарный герой Гэсэр, как говорят, посещал долину. Считается, что о его пребывании здесь свидетельствуют отверстия от его стрелы, оставшееся в скалах.
Существовало по крайней мере около 300 монахов, живущих здесь с начала XIX века до 1959 года. Монастырь также выступал в качестве летней резиденции для тантрического колледжа. Гомпа был разрушен и разграблен во время культурной революции, но после этого было некоторое восстановление, были сделаны новые статуи и были перекрашены изображения в пещерах. В месте напротив главной пещеры существует древнее небесное захоронение.

## Галерея

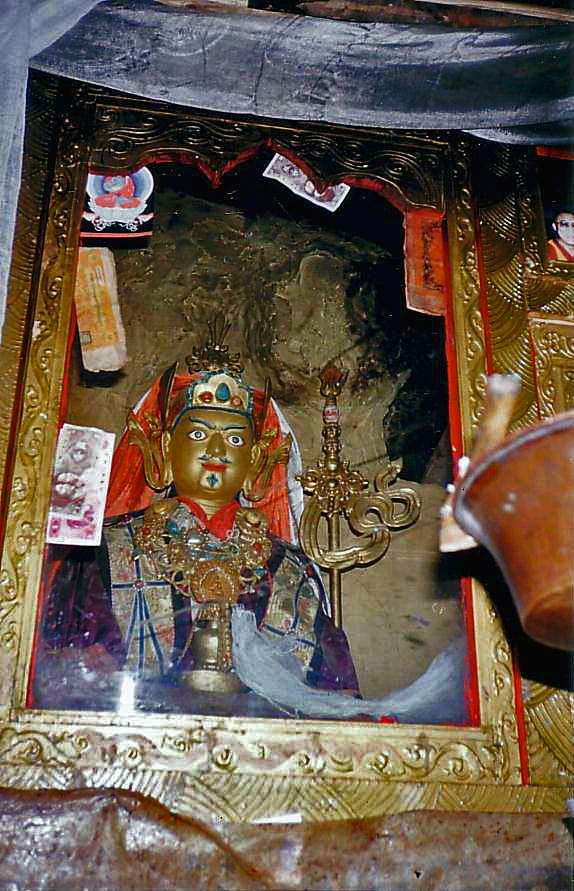
Статуя Гуру Ринпоче
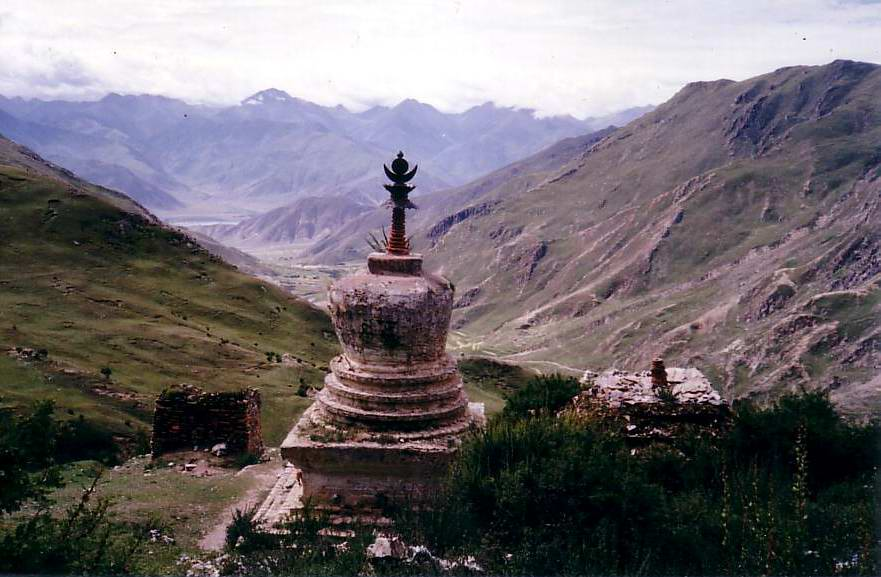
Долина Йерпа
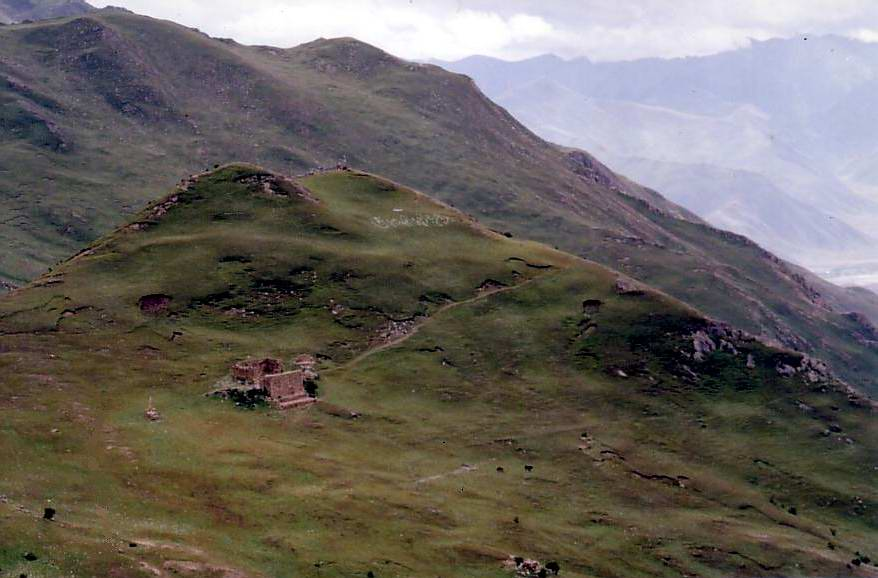
Место небесного захоронения, Йерпа.
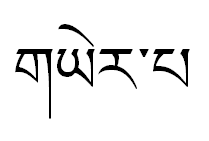
Йерпа